# Saya no uta
Saya no uta (jap. 沙耶の唄, ang. The Song of Saya) – powieść wizualna z gatunku horror psychologiczny, zawierająca elementy eroge (wycięte w wersji na Steam), utrzymana w stylistyce Lovecraftowskiej. 
Stworzona przez japońskie studio Nitroplus. Autorem scenariusza był Gen Urobuchi – później znany z napisania scenariuszy dla light novel i mangi Fate/Zero, telewizyjnego serialu anime Puella Magi Madoka Magica oraz anime Psycho-Pass i filmu pod tym samym tytułem – a Saya no uta było pierwszym dziełem, dla którego stworzył scenariusz. Za warstwę wizualną odpowiadał zaś Higashiguchi Chūō.
Japońska premiera gry miała miejsce 26 grudnia 2003. W 2009 opublikowano nieoficjalne tłumaczenie gry na język angielski, zaś 5 maja 2013 miała miejsce oficjalna premiera gry na Zachodzie. Stworzono także fanowskie spolszczenie.
Według Bradly’ego Halestorma z portalu Hardcore Gamer jest to jedna z najlepszych powieści wizualnych pierwszej dekady XXI wieku.

## Fabuła
Głównym bohaterem powieści wizualnej jest Fuminori Sakisaka. Był studentem szkoły medycznej. W wyniku wypadku samochodowego jego rodzice zmarli, a Fuminori trafił do szpitala w krytycznym stanie. Lekarze ocalili mu życie przeprowadzając eksperymentalną operację mózgu. Udało się, Fuminori przeżył, ale jego zmysły nie oddawały już rzeczywistości. Wszystko co widzi (w tym inni ludzie), słyszy i czuje wygląda niczym koszmar, wszystko co widzi wygląda niczym krwawe wnętrzności. Wraz z przebiegiem fabuły Fuminori zatraca w sobie poczucie dobra i zła, oddala się od normalnego świata i wartości.
Wyjątkiem od tego, jak Fuminori postrzega świat i ludzi, jest tytułowa Saya. Mała dziewczynka, która zazwyczaj zachowuje się jak dziecko. Jest zainteresowana miłością, którą trudno jej zrozumieć. Saya szuka także swojego ojca. Fuminori jej w tym pomaga, a także zaopiekowuje się Sayą i zamieszkuje z nim. W zamian za to Saya gotuje obiad dla Fuminoriego, uprawia z nim seks, a także pomaga mu pomalować cały dom na zielono. Fuminori zakochuje się w Sayi. Oboje dopuszczają się krwawych zbrodni.
Gra przedstawia także historię z perspektywy grupy przyjaciół Fuminoriego. Chcą oni pomóc głównemu bohaterowi, który od czasu wypadku zachowuje się wobec nich skrajnie inaczej.
Gra posiada 3 zakończenia.